# Славчо Георгієвський
Сла́вчо Георгіє́вський (мак. Славчо Георгиевски, нар. 30 березня 1980, Скоп'є) — македонський футболіст, півзахисник.

## Клубна кар'єра
У дорослому футболі дебютував 1999 року виступами за «Вардар», в якому провів один сезон, взявши участь у 19 матчах чемпіонату.
Протягом 2000–2001 років захищав кольори клубу «Македонія Гьорче Петров».
Своєю грою за останню команду знову привернув увагу представників тренерського штабу клубу «Вардар», до складу якого повернувся 2001 року. Цього разу відіграв за клуб зі Скоп'є наступні три сезони своєї ігрової кар'єри. Більшість часу, проведеного у складі «Вардара», був основним гравцем команди і допоміг партнерам двічі поспіль виграти чемпіонат Македонії.
З 2004 року виступав за низку клубів, проте в жодному з них надовго не затримувався.
9 червня 2010 року уклав контракт з азербайджанським «Нефтчі», у складі якого провів наступні два роки своєї кар'єри гравця. Граючи у складі бакінського «Нефтчі» також здебільшого виходив на поле в основному складі команди і двічі ставав чемпіоном Азербайджану.
До складу клубу «Інтер» (Баку) приєднався 2012 року. Наразі встиг відіграти за команду з Баку 15 матчів в національному чемпіонаті.

## Виступи за збірну
10 вересня 2003 роу дебютував у складі збірної Македонії в матчі відбору на Євро-2004 проти збірної Словаччини, проте після цього довго не викликався і лише 2007 року знову був запрошений до національної команди, за яку грав до 2011 року.

## Досягнення
- чемпіон Македонії: 2
  - 2001/02, 2002/03
- чемпіон Азербайджану: 2
  - 2010-11, 2011-12